# Casa Marcet
|  | Per a altres significats, vegeu «Casa Joan Marcet». |

La Casa Marcet és un edifici del municipi de Vilafranca del Penedès (Alt Penedès) protegit com a bé cultural d'interès local.
És un edifici entre mitgeres de planta baixa, dos pisos i golfes, amb teulada de teula àrab a dues aigües i torratxa. Respon a la tipologia de l'eixample de mitjans de segle xix, amb la utilització d'un llenguatge auster de l'arquitectura eclèctica amb profundes arrels populars. Presenta una balconada correguda al primer pis i tres balcons, amb obertura per balcó, al segon pis. Les baranes són de ferro de forja.